# Joost Lagendijk
Jan Joost Lagendijk (Roosendaal, 8 juni 1957) is een Nederlands voormalig politicus voor GroenLinks. Tussen 1998 en 2009 had hij zitting in het Europees Parlement. Sinds 2008 is hij universitair docent aan de Sabancı Universiteit in Istanboel en senior adviseur van het European Policy Center.

## Levensloop
Lagendijk is afkomstig uit een eenvoudig gezin. Zijn vader werkte voor de PTT. Hij volgde aan het Norbertus Lyceum in Roosendaal het gymnasium en ging daarna geschiedenis studeren.
Lagendijk studeerde geschiedenis aan de Universiteit Utrecht. Hij schreef zijn scriptie over het sociaaldemocratisch centrum in de Partij van de Arbeid, samen met Loes de Jonge. Alhoewel hij zijn doctoraalscriptie al in 1983 afrondde studeerde hij pas in 1985 af.
Na zijn studie werkte Lagendijk in de uitgeverswereld en de politiek, hij was actief binnen de Pacifistisch Socialistische Partij (PSP). Tijdens zijn studie werkte hij al als inkoper voor de boekhandel Van Gennep in Amsterdam (tussen 1984 en 1985). Daarna was hij medewerker van de Tweede Kamerfractie van de PSP (tussen 1985 en 1987). Ook was hij bestuurslid van de Stichting Burgerschapskunde. In 1987 richtte hij met een aantal andere mensen vanuit en rond de partijen PSP, CPN en PPR De Helling op, een opinieblad met een linkse signatuur. Lagendijk werd uitgever van het blad. Het zou uiteindelijk uitgroeien tot het blad van het Wetenschappelijk Bureau GroenLinks. Tussen 1987 en 1990 was Lagendijk bestuurslid van de PSP. Samen met Leo Platvoet legde hij vanuit de PSP de basis voor de oprichting van GroenLinks, de fusie van PSP, PPR, CPN en EVP. In deze periode werkte hij in de uitgeverswereld; hij was kortstondig redacteur bij de uitgeverij SUA in Amsterdam (tussen 1987 en 1988) en vervolgens directeur/uitgever van Stichting Tijdschrift Maatschappelijk Welzijn (tussen 1987 en 1994). Daarnaast was hij tussen 1989 en 1994 internationaal secretaris en vice-partijvoorzitter van GroenLinks (tussen 1989 en 1994) en redacteur van De Helling (tussen 1989 en 1994). In 1991 was hij een van de eindredacteuren van het beginselprogramma van GroenLinks samen met Maarten van Poelgeest en Tijs Manten. In 1994 stond hij nummer twee op de lijst van GroenLinks voor het Europees Parlement. GroenLinks haalde echter maar één zetel. Tussen 1994 en 1997 zette hij zijn politieke activiteiten op een laag pitje en werkte als uitgever bij Babylon-De Geus. Als uitgever richtte hij zich ook op politieke onderwerpen en gaf marxistische literatuur uit.

### Als politicus
In 1998 werd hij campagneleider voor GroenLinks bij de zowel de gemeenteraadsverkiezingen als de Tweede Kamerverkiezingen. GroenLinks sprong bij de Tweede Kamerverkiezingen van 5 naar 11 zetels. Vervolgens volgde hij Nel van Dijk op als lid van het Europees Parlement. Bij de Europese verkiezingen van 1999 werd hij trekker van de lijst van GroenLinks. GroenLinks verviervoudigde zijn zetelaantal bij deze verkiezingen: van 1 naar 4.
Lagendijk zat vervolgens 10 jaar in het Europees Parlement. Zijn belangrijkste onderwerpen in de kamer waren het Europees buitenlands-, veiligheids- en uitbreidingsbeleid. Hij hield zich bezig met Turkije (vanaf 2002), de Balkan, het Midden-Oosten. Daarnaast hield hij zich ook bezig met transport. Hij was voorzitter van de interparlementaire delegatie met Turkije. Hij was lid van de commissie Buitenlandse Zaken (vanaf 1998) en de subcommissie Veiligheid en Defensie (vanaf 2004). Ook was hij lid van de interparlementaire delegatie naar de Golfstaten. Hij was plaatsvervangend lid commissie Vervoer en Toerisme (vanaf 2004) en de delegatie naar Zuidoost-Europa (Albanië, Bosnië en Herzegovina, Servië, Montenegro en Kosovo).
Lagendijk werd met name bekend vanwege zijn werk in Turkije en in mindere mate Kosovo. Hij is voorstander van toetreding van Turkije tot de Europese Unie, als dit land zich heeft hervormd op het gebied van mensenrechten en democratie. Namens het Europees Parlement werd hij regelmatig naar Turkije gezonden, zo was in 2007 hij voor het Europees Parlement aanwezig bij de begrafenis van de Turks-Armeense journalist Hrant Dink. In 2005 werd hij aangeklaagd wegens belediging van het Turkse leger door een nationalistische advocaat Kemal Kerincsiz. In februari 2006 besloot het Turks openbaar ministerie Lagendijk niet te vervolgen. Lagendijk is voorstander van een onafhankelijk Kosovo. Namens het Europees Parlement was hij in 2007 rapporteur over Kosovo. Hij pleitte voor steun van de Europese Unie voor de voorstellen van VN-gezant Martti Ahtisaari. In december 2007 was hij namens het Europees Parlement aanwezig bij de onafhankelijkheidsverklaring van Kosovo.
In 2004 werd hij niet verkozen tot lijsttrekker voor GroenLinks bij de Europese verkiezingen van 2004. Voor het congres was alleen Lagendijk verkiesbaar. Hoewel ze aanvankelijk had gezegd deze positie niet te ambiëren, stelde Kathalijne Buitenweg zich enkele minuten voor de stemming pas verkiesbaar, nadat een motie door het congres was aangenomen die enkelvoudige voordrachten voor het lijsttrekkerschap afwees. Het congres koos voor Buitenweg boven Lagendijk.
Hij schreef als lid van het Europees Parlement drie boeken, samen met PvdA Europarlementariër Jan Marinus Wiersma. Alle boeken betroffen het Europese buitenlands beleid. In 2000 schreven ze Brussel - Warschau - Kiev. Op zoek naar de grenzen van de Europese Unie. Daarop volgden Na Mars komt Venus, Een Europees antwoord op Bush en in 2007 Sturen bij de moslimburen. Hoe Europa de democratie kan bevorderen.
Naast zijn lidmaatschap van het Europees Parlement is hij namens GroenLinks lid van de Raad van Toezicht Nederlands Instituut voor Meerpartijendemocratie, zit hij in het bestuur van de Heinrich Böll Foundation, het wetenschappelijk bureau van de Duitse Bündnis 90/Die Grünen. Ook is hij lid van de adviesraad van het European Policy Center en de raad van bestuur van het Istanbul Centre Brussel.
In 2008 kondigde hij zijn vertrek uit de Europese politiek aan. Hij werd universitair docent aan de Sabancı Universiteit in Istanboel en senior adviseur van het European Policy Center. Hij bleef tot 2009 lid van het Europees Parlement en was bij de Europese verkiezingen in dat jaar lijstduwer van de kandidatenlijst van GroenLinks.
In september 2016 – twee maanden na de staatsgreep in Turkije – werd Lagendijk bij zijn aankomst op het vliegveld van Istanboel onverwachts teruggestuurd naar Nederland. Als reden werd aangevoerd dat hij geen visum had, het zou volgens de Turkse politie gaan om een nieuw doorgevoerde maatregel. Lagendijk vermoedde zelf echter een verband met zijn werkzaamheden voor Zaman, een krant die na de coup is overgenomen door de AKP, en voor de wegens verdenking van banden met Fethullah Gülen gesloten Suleyman Sah Universiteit.

## Privéleven
Op 28 oktober 2006 trouwde hij in Istanboel met de Turkse journaliste Nevin Sungur. Ze hadden elkaar ontmoet bij de rechtszaak tegen Orhan Pamuk in 2004. In Turkije was grote belangstelling voor het huwelijk. Het huwelijk werd gesloten door de burgemeester van Istanboel onder toeziend oog van bekende Turkse schrijvers, journalisten en politici. De Turkse media bestempelden hem verheugd tot nationale schoonzoon en Mr. Europa.